# Lemniscomys hoogstraali
Lemniscomys hoogstraali  (Dieterlen, 1991) è un roditore della famiglia dei Muridi endemico del Sudan orientale.

## Descrizione

### Dimensioni
Roditore di piccole dimensioni, con la lunghezza della testa e del corpo di 127 mm, la lunghezza della coda di 128 mm, la lunghezza del piede di 28 mm, la lunghezza delle orecchie di 16 mm.

### Aspetto
Una striscia longitudinale nera si estende lungo la spina dorsale, su ogni fianco sono presenti 5 strisce più chiare intervallate da 4 più larghe e più scure, solcate ciascuna da una sottile e indistinta striscia chiara, mentre le parti ventrali sono bianche. Le orecchie sono arrotondate e rivestite di corti peli bruno-rossastri. Il dorso delle zampe è biancastro. La coda è lunga circa quanto la testa ed il corpo, è scura sopra, chiara sotto e cosparsa di corte setole.

## Biologia

### Comportamento
È una specie terricola.

## Distribuzione e habitat
Questa specie è conosciuta soltanto da un esemplare maschio adulto catturato nel 1961 vicino Niayok nel Sudan orientale ed ora conservato presso lo National Museum of Natural History di Washington con numero di catalogo USNM 342078.
Vive nelle savane umide.

## Conservazione
La IUCN Red List, considerato che questa specie è conosciuta soltanto da un esemplare catturato nel 1961, classifica L.hoogstraali come specie con dati insufficienti (DD).